# ロシア史 (1991年-現在)
1991年から現在にかけてのロシア史は、1991年12月26日のソビエト連邦の崩壊とロシア連邦建国で始まった。
ロシア連邦は国内総生産（GDP）の60％超とソビエト連邦の人口の50％超を占めながらソビエト連邦を形成する15の共和国最大の国であった。ロシア人はソビエト連邦の軍と共産党（CPSU）も支配した。同様にロシア連邦は外交上ソビエト連邦の継承国として広く受け入れられ、ソ連の常任理事国と拒否権を手に入れた。にもかかわらずロシア連邦はかつてのソビエト連邦の軍事力や政治力を欠いている。
ソ連崩壊に先立ちボリス・エリツィンがロシア史最初の大統領直接選挙で1991年6月にロシア連邦大統領に選出された。このことはエリツィンが崩壊後のロシアの後継国家の政治指導者であることを確実にした。ソビエト軍部がゴルバチョフを倒すことを企図したソ連8月クーデターで結果が出たこの状況は、ソビエトとロシアの指導部が支配を巡って戦ったために政治的混乱をもたらした。結局この政変は回避されたが、この状況はソビエトで増大する不安定さに寄与した。1991年10月までにソ連が崩壊の瀬戸際にあったためにエリツィンはショック療法としても知られるポーランドの「ビッグバン」のように市場優先の改革などの急進的な改革でロシアが前進すると発表した。
ほとんどの部分においてロシア連邦軍は崩壊から1年後の1992年までにほぼ完全に混乱に陥った。堕落した兵力は、全て1994年のチェチェン紛争で明らかになり過ぎたが、暫くの間はこのことは世界の安全と軍事管理にとって重大な実際的挑戦を提起した。ロシアの指導の下でリスボン議定書はNIS諸国が核兵器を非武装化することを確実にした。このことは特にソビエト連邦崩壊後すぐに世界の核兵器の重大な割り振りを主催したカザフスタンにとって重要なことであったかもしれない。しかし旧ソ連の共和国は、バイコヌール宇宙基地のようにロケットや宇宙の基幹産業にとって共有する責任を創設するような他の軍事部門での国境を越えた協力関係を維持できた。

## 改革

### 「ショック療法」

ソビエト連邦崩壊からのロシア経済

市場優先経済への世界最大の国営経済の転換は、選択された政策にもかかわらず途方もなく困難なものとなる。この困難な転換のために選ばれた政策は、(1)自由化(2)通貨の安定(3)民営化であった。この政策は国際通貨基金（IMF）や世界銀行、アメリカ合衆国財務省の新自由主義的な「ワシントン・コンセンサス」に基づいていた。
自由化と通貨の安定の計画は、急進的な改革に傾斜している35歳の自由主義的経済学者でショック療法の提唱者として広く知られているエリツィン政権のエゴール・ガイダル副首相により考案された。ショック療法は元々1980年代にインフレと戦う有名な経済学者ジェフリー・サックスによりボリビアで用いられた。ボリビアで主要な成功を収めながら、その際ショック療法はソビエト連邦の崩壊に続くポーランドの状況に輸入され、間もなくロシアに輸入された。
当初は通貨の供給過剰に向けてエリツィン改革に懐疑的な議会の下の旗艦中央銀行の後で悪化させる既に悪化を始めている明らかなハイパーインフレーションなどの（価格管理を廃止する）自由化の部分的な結果は、歳入不足と赤字を財政的に管理する通貨であった。このことはロシア産業の多くの破産に近い状況に結び付いた。
自由化の過程で特定の産業や階級、年齢集団、民族、地域などのロシアの領域がどのように位置づけられているかによって勝者と敗者が生み出されることになる。一部は競争の開始で利益を得、他は敗れることになる。勝者の中にはミハイル・ゴルバチョフのペレストロイカの下で発生した起業家やブラックマーケットの商人という新しい階級があった。しかし自由化の価格は、確定した収入における高齢などの人々が生活水準において深刻な下落をこうむり、人々は一生の貯金が破産する憂き目にあうことになる。
通貨増刷の結果として毎月の2ケタ台のインフレと共にマクロ経済の通貨の安定がこの傾向に歯止めをかけるために実行された。構造調整とも呼ばれる通貨の安定は、政府がインフレ管理を求める経済にとって過酷な耐乏政策（きつい金融政策や財政政策）である。通貨の安定計画の下で政府はほとんどの価格を流動化させ、金利を記録的な高さに上昇させ、新たな重税を増税し、産業や建設への政府の補助金を急激に削減し、国家の福祉への支出に対して大規模な削減を行った。この政策は注文や金融の道を見出せない国営企業にとって広範な苦難を齎した。深刻な信用収縮は、多くの産業を破綻させ、長引く不況を齎した。
この計画の論理的根拠は、1980年代のソビエト連邦の消費財の欠乏を引き起こした問題である慢性的に使いすぎる資源に対して生産者が製造や価格、投資について賢明な決定を行い始めることになるために経済の内蔵されたインフレ圧力を経済的に圧迫するものであった。中央計画官が価格やプロダクトミックス、生産高、同様のものを決定するよりも市場を賃貸することで改革者は効率とリスクが報いられ無駄と不注意が罰せられる経済における刺激的な構造を創造したがった。改革実行者が議論する慢性通貨膨張の原因を取り除くことは、他の全ての改革にとって前提条件であった。ハイパーインフレーションは民主主義と経済過程を台無しにすると議論し、国家予算を安定化させることのみがソ連の計画経済を解体し新しい資本主義のロシアを創造する政府の過程となり得るとも議論した。

### 改革の障害
旧ソビエト連邦は政治改革や経済の再構築、国境線の見直しなどのソ連崩壊後の移行における数多の独自の障害に合意することになった。この変更に関連する不快感は、旧ソ連の共和国ごとに違ったものであった。一般論としてポーランドやハンガリー、チェコのようにロシアの西に当たる国は、ロシアやロシアの東に当たる国が更に大きな困難を経験し崩壊直後に悪化した関係に陥る一方で東欧ブロックの崩壊によりうまく進んだ。ロシアの移行が非常に悲痛なものであった主な理由は、ロシアがソ連時代の政治構造と経済構造の両方を直ちに作り直す途上である点である。新しい政治経済体制を作ろうと意図した構造改革に加えてロシアはソビエト連邦の分解に続いて新しい国民国家に再生する責任もあった。
ロシアが直面した最初の主要な問題は、ソビエト連邦の冷戦に対する巨大な関与の遺産であった。1980年代後半、ソビエト連邦は防衛部門に全経済支出の4分の1をつぎ込んだ（当時ほとんどの西側の分析者はこの指標は15%であると考えた）。当時軍産複合体はソビエト連邦の少なくとも大人5人に一人を雇用した。ロシアの一部の地域では全労働人口の少なくとも半分が国防産業に雇われた。（同様のアメリカ合衆国の指標は、国民総生産の概ね16分の1であり、全労働人口の約16人に一人であった。）軍事部門へのこの過剰な依存がロシアの産業を形成し、人的資本は市場優先体制に入る際に比較的無競争の状態であった。更に冷戦の終焉と産業に影響を与える軍事支出の削減は、急速に設備を一新し労働者を再教育し新しい市場を見出すのを劇的に困難にしている。経済刷新の過程で巨大な経験や有資格の専門家、ノウハウは、工場が時に例えばハイテク軍事設備の製造から台所用品の製造に移行することで失われたり配分し損ねた。
完全な広大さとロシア陸隗の地理的多様性と一部関係のある第二の障害は、ロシアがソビエト連邦から受け継いだ相当多量の「単一産業の」地域経済（単一産業の雇用者により支配された地域）であった。関連する少数の大国営企業における生産の集中は、多くの地元政府が単一の雇用者の経済状態に完全に依存していたことを示し、ソビエト連邦が崩壊しソ連の共和国と地域の経済的な結びつきが深刻化すると、全国の生産は、50％以上下落した。ロシアの都市の約半分は、唯一の大企業を有し、4分の3は4つ以上なかった。結果的に生産の減退は、途方もなく大きな失業と不完全就業を齎した。
第三にソ連崩壊後のロシアは、ソ連から公安や福祉の制度を引き継がなかった。それどころか企業（主に大工業の会社）は伝統的に広範な社会福祉の機能構築と労働力向けの住宅の維持、健康管理、娯楽施設、教育施設、同様の施設に責任があった。反対に町は基本的な公共サービスの提供のための機関や資金がなかった。工場労働者は会社の状態に大きく左右された。従って地元政府がこの機能に資金面や運営上の責任を負えないために、経済的な移行は、社会福祉を維持する上で深刻な問題を創り出した。
最後にロシアにおけるソ連崩壊後の改革の失敗に対するヒューマン・キャピタルの問題がある。旧ソ連の人々は、必然的に無学ではなかった。識字はほぼ全国民が享受し、ソ連の人々の教育水準は、ソ連は西側でリベラル・アーツと呼ぶものにほとんどつぎ込まなかったが、科学や技術、一部の技能訓練に関しては世界最高水準であった。共産主義後の体制への移行と共にロシアの大学制度は崩壊した。ロシアの大学制度における激しい資格認定のインフレーションは、本当に資格のある解決できる雇用者にとって困難なものになり、高等教育の問題は、一般にスキルアップや再訓練のように市場優先体制への移行から来るヒューマン・キャピタルの別の問題を改善するのを困難にした。例えば嘗ての国営企業の管理者は、ソ連の計画生産目標の体制の下で要求を上手く処理する能力に長けていたが、リスクと報酬中心の市場資本主義の行為を妨げた。この管理者は従業員や家族、自身の住む町や地域の人々に向けた社会福祉機能の広範な配置を行う責任があった。しかし利潤や効率性は、一般にソ連の企業管理者にとって最優先のものではなかった。従ってソ連の雇用者や管理者は、ほとんど市場経済の状態で決定する直接の経験がなかった。

### 不景気

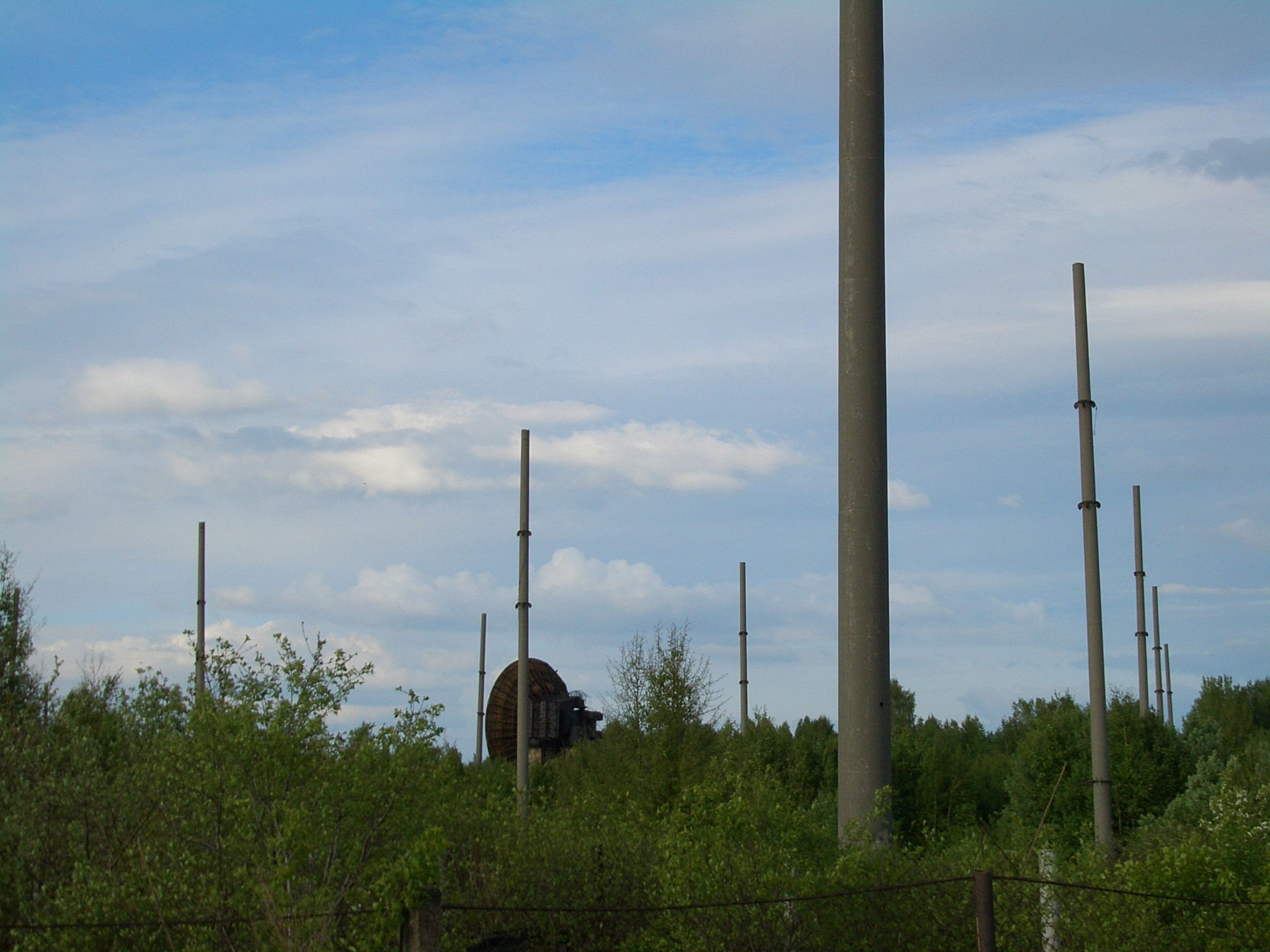
ニージニイノヴゴロト近郊の禁止された電波望遠鏡施設。（写真は2006年に撮影されたもので、2008年までに望遠鏡は撤去された。）

当初の混乱や早期の市場化の高い高揚感が過ぎると、ロシアの経済は、台無しにされた改革努力や世界的に低価格商品のために1990年代半ばまでに深刻な不景気に陥った。ロシアの経済は、更に商品価格が再び上昇し始める1999年-2000年の並の回復を経験する前の1998年の金融暴落に見舞われた。ロシア政府の統計によると、経済減退は世界恐慌が国内総生産に関してアメリカ合衆国であった時よりも更に深刻であった。国内の比較としてソ連崩壊後の経済減退は、第一次世界大戦やツァーリ主義の崩壊、ロシア内戦の当面の結果から生じた経済崩壊に対して深刻さは半分ほどであった。
1990年代初頭の経済崩壊に続きロシアは貧困と経済的不平等の割合が急激に上昇する事態に見舞われた。マクロ経済データと世帯収入と支出の調査の両方を基礎にした世界銀行の推計は、人口の1.5％が後半のソビエト連邦で（月25ドル相当未満の収入と定義される）貧困の中で暮らしていたのに対して、1993年半ばまでに人口の39％から49％が貧困状態で暮らしていたことを指し示している。政府の指標によると、一人当たりの収入は、1998年までに更に15％まで落ち込んだ。
公衆衛生指標は劇的な類似の悪化を示している。ソ連崩壊後の全ての国が経済的混乱により出生率において当面の悪化を経験しているが、このことはロシアで特に切実である。1999年、全人口が約75万人まで減少した。その間に平均余命は女性が1990年の74歳から1994年までに約71歳に下がる一方で男性は64歳から57歳に下がった。健康要因と不自然な原因から（殺人や自殺、事故のように）人口統計的に若者の死ぬ数の増加の両方がこの傾向にかなり寄与した。平均余命の下落に密接に関わりながら、主に医療が最早貧しい人にとって安価なものでなくなったために、1990年代にはアルコール関連死が60％、伝染病や寄生虫病による死が100％の急増加となった。2009年現在、平均余命が男性は59歳、女性は70歳に下がっているものの、平均余命は1994年の危機より高くなっている。
ロシアは最早1980年代のソ連に非常に特徴的であった消費財の供給不足を被ることはなくなった一方で（ソビエト連邦の消費財参照）、このことは1990年代初期の輸入に対するロシア市場の開放だけでなく1980年代のロシア人の関連する衰退とも関係がなくなった。固定した収入に対してロシア人（労働力の大多数）は、購買力が劇的に減少している現実を見たために、エリツィン時代には店に良く商品が並んでいた一方で、この店から何か買うとしても、平均的な人々は、現在ではほとんど買う余裕がない。2011年までに、近年の緩やかな回復が高い石油価格に相当程度影響されていることに象徴されるように、平均収入は月700ドル以上に上昇している。しかし上昇する収入は、均等に行き渡っているわけではない。社会的不平等は例えば2010年末までに42％に達するようにジニ係数と共に1990年代に急激に上昇した。貧困状態に関する地域間の不釣り合いが高まる傾向が続く一方で、ロシアの収入に関する不釣り合いは、現在（不平等に関して長らく世界の指導的立場ある）ブラジルにほぼ匹敵する酷さである。

### 反動
構造改革やルーブリの平価切下げは、ロシア人のほとんどにとって生活水準の引き下げを齎した。その結果、改革に対する強力な政治的反対があった。民主化は反改革派候補特にロシア連邦共産党やドゥーマにおける連帯への投票に転化されたこの欲求不満を露わにするための政治的道筋を開いた。1990年代の野党に投票できるロシアの有権者は、よく経済改革を拒否しソ連時代の永続と自身の安全に憧れた。この団体はソ連時代に国営企業から報酬や価格面の利益や経済の優先部門に助成金を支払う政府の高い支出、外国企業との競争からの擁護、福祉計画を享受していた団体であった。1990年代のエリツィン時代にこの反改革団体は強い労働組合や国営企業の社長団体、主要な選挙区が改革に晒されている選挙区にある公選議会の政党を通じた改革への反対を表明しながらうまく組織された。1990年代のロシア史の不変の主題は、経済改革者と新資本主義に敵意を持つ人々の間の戦いであった。

### 法令による改革
1992年1月2日、首相として活動するエリツィンは、法令により経済改革のほとんどの包括部分を実行し、従ってソ連崩壊前の1990年3月に選出されたロシア最高ソヴィエトやロシア連邦人民代議員大会を回避した。このことがソビエト代議員との交渉や論争の可能性をエリツィンに与えない一方で、国家にとって活動の正しい道順に関する重要な討論も排除した。それにもかかわらず急進的な改革は、一部の批判的な抵抗勢力に直面し続けた。ソ連時代の中央銀行は、依然としてエリツィンや大統領府に反対する社会主義政策を支持し続ける保守的な最高ソヴィエトに追従していた。1992年-1993年のハイパーインフレーションの高まりの中で中央銀行は実際にこのインフレの時代に積極的に通貨増刷をして改革を失敗させようと試みた。結局ロシア政府は歳入不足に陥り、赤字脱却のために通貨増刷を余儀なくされた。その結果、インフレはハイパーインフレに発展し、ロシア経済は常に深刻な不景気のままであった。

## 危機

### 憲法上の危機
ソ連崩壊後のロシアの権力の中心と経済改革の本質にとっての争いは、1993年の政治的危機と流血の惨事という結果になった。エリツィンは急進的な民営化の道を表明していたが、議会から反対された。法令による大統領の権力に反対され弾劾で脅かされながら、現行の憲法に違反して9月21日に議会を「解散させ」、新たな選挙と新憲法に関する国民投票を命じた。その際議会は9月22日にエリツィンの解任とアレクサンドル・ルツコイの大統領代行への任命を表明した。緊張は急速に高まり、10月2日から10月3日にかけての暴動の後で事態は最高潮に達した。10月4日、エリツィンは特殊部隊と選抜した部隊に「白い家」と呼ばれる議事堂に突入するよう命じた。議会に立て籠もる側の小火器に対して投入された戦車では結果は明らかであった。ルツコイやルスラン・ハズブラートフなどの議会派は投降し、直ちに逮捕され投獄された。公式には（大統領派に数人の死傷者が出たが）187人が死亡し437人が負傷した。
従ってソ連崩壊後のロシア政治における移行期は、終了した。新憲法は1993年12月の国民投票で承認された。ロシアは強力な大統領制を獲得した。急進的な民営化は、前進した。古い議会指導者が1994年2月26日に裁判なしに釈放されたが、それ以来政治における目立った役割を果たすことはなかった。行政との衝突が結局再開したが、改造されたロシア議会は、大いに権力を制限された。（1993年に通過した憲法に関する詳細は、ロシアの憲法と政治の構造を参照のこと。）

### 第一次チェチェン紛争

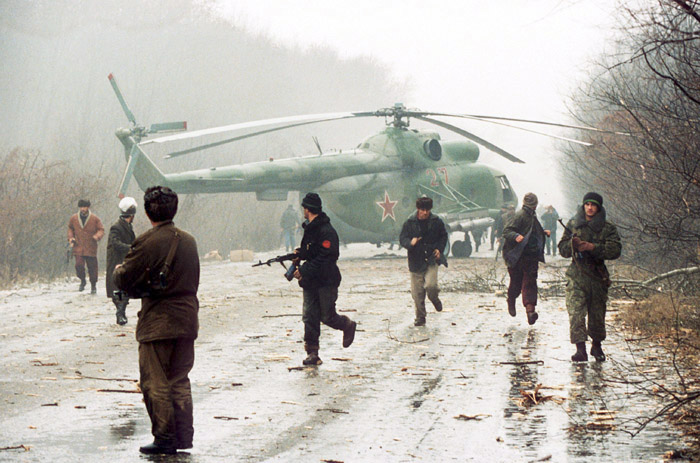
1994年にグロズヌイ近郊でチェチェン反乱軍に撃墜されたロシアのMi-8ヘリコプター

1994年、エリツィンはロシアからの分離を防ごうと4万人規模の部隊をチェチェン共和国南部に派遣した。モスクワの南1,000マイル (1,600 km)に住みながら、数世紀にわたってムスリムを主とするチェチェン人は、ロシア人を拒みながら誇りを持ってきた。チェチェン共和国の民族派大統領ジョハル・ドゥダエフは、ロシア連邦から共和国を引き受けざるを得なくなり、1991年にチェチェン共和国の独立を宣言した。ロシアはすぐにベトナム戦争でアメリカ合衆国が陥ったような窮地に陥った。ロシアが1995年1月の第1週にチェチェンの首都グロズヌイを攻撃すると、約2万5000人の市民が封鎖された都市で1週間にわたる空襲と砲撃により死亡した。大量の砲撃と空襲は、ロシアの軍事行動を通して優勢な状態を保った。それでも意気消沈し貧弱な装備のロシア軍に対して屈辱的な敗北を与える一方でチェチェン反乱軍は数千人のロシア人捕虜を獲得した。ロシア軍は年末までにチェチェンの首都グロズヌイを確保し切れなかった。
ロシアは激しい戦闘の後に最終的に1995年2月に何とかグロズヌイを支配できるようになった。1996年8月、エリツィンはチェチェンの指導者と停戦の合意をし、平和条約は1997年5月に正式に調印された。しかし騒乱が1999年に再開し、1997年の平和条約を無意味なものにした。この時反乱軍はウラジーミル・プーチンにより酷く負かされた。

### 新興財閥の台頭
1980年代後半と1990年代前半のロシア経済の開放で生じた新しい資本主義の機会は、多くの人の関心に影響を及ぼした。ソ連の体制が崩壊して行く状況であったので、共産党やKGB、コムソモール（ソ連の青年連盟）の高位の幹部やテクノクラートは、ソ連時代の権力や特権に付け込んで成功していた。一部は密かに組織の財産を換金し海外の口座や投資の資産を密かに着服した。他は排他的な管理契約や資格を得人為的に低く金融上の信用や供給を入手できる内部の優位や市場価値の価格である高く事業を遂行するための政府が補助する価格の優位さを得てロシアで銀行や事業を始めた。
同時に社会的地位のない若者数人が移行における経済的混乱や法的混乱の中で機会を得た。1987年から1992年にかけて高く要求される消費財の輸入や基本的な代替品の国内生産と同様に天然資源や外国通貨の取引は、急速にこの先駆的な起業家に少なからぬ富を貯めさせた。逆に新生の現金主体のとても不透明な市場は、非合法活動をする大量のギャングの温床となった。
1990年代半ばまでに、一方で最も成功した起業家が公務員や政治家と知り合いになる反面、最良の関係を築いていた嘗てのノーメンクラトゥーラの指導者は、少なからぬ金融資産を蓄積した。国有企業の民営化は、1990年代初頭に富を得た人の多くに民営化した企業のシェアに転換する機会を与えたためにまたとない機会であった。
エリツィン政権は政権と改革にとっての政治的支援を創れる可能な限り広範に嘗ての国営企業の持っていたシェアの所有を拡大するのに民営化を用いたいと希望した。政権は大規模な民営化にジャンプスタートを与える方法として無料クーポンの制度を用いた。しかし人々が現金のある民営化された企業の資本のシェアを購入する道も開いた。当初は各市民が平等の価値のクーポンを受け取ったものの、数か月の内にクーポンのほとんどは、すぐに現金で買える準備のできていた仲介業者の手に集中した。
政府がクーポン民営化の段階を終え現金民営化を開始したので、その構想が一斉に民営化を加速し政府に経営上の必要性のために多く必要とする現金の投入を要することになる計画を考案した。西側に急速に「シェアのためのローン」として知られることになるこの構想の下でエリツィン政権は銀行ローンのための担保としてエネルギーや電気通信、金属工学企業のような最も望ましい企業の一部に相当な総合シェア計画を競売した。
ローンの交換で国家は兎に角多く価値ある財産を譲った。協定の文言に従いエリツィン政権が1996年9月までにローンを返済しなければ貸し手は資本に参加し転売したり企業での持ち分に従い地位を得られた。最初の競売は、1995年秋に行われた。競売自体は通常共有部分に入札する銀行の数を制限し従って競売価格を非常に低く保つ形で行われた。1996年夏までにロシア最大の企業の一部の主要なシェアが僅かな主要な銀行に移管し、従って少数の有力銀行に極端に安い金額で主要企業に対する実質的な所有をさせた。この協定は事実上強力で良く結びついた豊かな金融資産を持つ団体にとって価値ある国有財産であった。
シェア向けのローンが手助けした膨大な金融力と産業力の集中は、マスメディアに拡大した。金融界で最も著名な人物の一人ボリス・ベレゾフスキーは、銀行や企業数社の株式を支配していたが、暫くの間国営テレビの番組に関して大きな影響力を行使した。この金融や産業、エネルギー、電気通信、メディアを支配するベレゾフスキーら特に富み良く結びついた大物は、「ロシアのオリガルヒ」として知られるようになった。ベレゾフスキーとともにミハイル・ホドルコフスキーやロマン・アブラモヴィッチ、ウラジーミル・ポターニン、ウラジーミル・ボグダノフ、レム・ヴャヒレフ、ヴァギト・アレクペロフ、ヴィクトル・チェルノムイルジン、ヴィクトル・ヴェクセリベルク、ミハイル・フリードマンは、ロシアで最も強力で名の知れた新興財閥として知られるようになった。
自身のつながりを用いた小さな派閥は、エリツィン時代の荒々しい民営化時期にロシアの広大な資源を私物化するロシア時代の最後の時期に作られ、新興財閥はロシアで最も嫌われた男たちとして知られるようになった。西側世界は一般に「自由市場改革」への道を開くソ連の計画経済の急速な解体を擁護したが、後に「新興財閥」の新発見の勢力と腐敗に対して失望を表明した。

### 1996年の大統領選挙

#### 選挙運動
選挙運動の始めには（一連の心臓発作から回復した）不確実な健康状態で品行が時に風変わりなエリツィンが再選される可能性はほとんどないと考えられていた。選挙運動が1996年初めに開始されると、エリツィンの人気は、ゼロに近かった。その内に野党のロシア連邦共産党が1995年12月17日の議会選挙で地盤を築き、その候補ゲンナジー・ジュガーノフは特に農村地域や小規模の町で強力な草の根組織があり、効果的に国際舞台でのソ連の栄光や社会主義の国内秩序の古き良き時代への郷愁を訴えた。
世論調査が病弱の大統領が勝てないことを示唆すると恐慌が襲い、側近はその時から大統領選挙を中止し事実上独裁者として支配するよう要請した。その代わりにエリツィンは娘のタチアナ・ユマシェワに主要な役割を割り振りアナトリー・チュバイスを選挙責任者に任命して選挙運動の顔ぶれを変更した。チュバイスはエリツィンの正当な選挙運動責任者ではないがロシアの民営化計画の設計者でもあり、エリツィンの再選運動の主要な機関として民営化計画を支配しようと試みた。
大統領の側近グループは、民営化を行うには僅かの時間しかないと決めてかかり、従って反対者にとって法外に高く改革する上での逆転を行いながら大きく速やかな衝撃を与える段階を踏む必要があった。チュバイスの解決策は、エリツィンの再選を確実にするために企業経営者や地方公務員を含めて潜在的に強い関心を吸収することにあった。
この計画に対する企業経営者の立場は、国内の経済的持続性や社会的持続性を維持するのに必須のものであった。経営者は国内の最も強力な集合的な関心の一つを代表していて、労働が大規模なストライキの波に勃発しないことを確実にできる経営者であった。従って政府は懸命に企業幹部が民営化された企業で最大のシェアの割合を獲得する世に言う「内部の民営化」に転ずるクーポン民営化にとっての傾向に抵抗しなかった。従ってチュバイスは良く結びついた従業員に企業における多数の株式を取得させた。このことはロシアで最も広範に用いられた民営化の形態であると証明した。民営化された企業の4分の3は、この手法を選び、ほとんどはクーポンを使うことが珍しくなかった。従って本当の管理は、経営者の手の内でけりが付いた。
新興財閥からの支援は、エリツィンの再選運動にとって不可欠なものでもあった。「シェアのためのローン」という不正取引が、ジュガーノフがエリツィンを負かすかも知れないと見られていた時点で1996年の大統領選挙への準備段階で行われた。エリツィンと側近は、再選運動への助力と引き換えにロシアで最も望ましい資産の一部をかすめ取る機会を新興財閥に与えた。逆に新興財閥は支持で返礼した。
1996年春に悪い状況のエリツィンの人気と共にチュバイスとエリツィンは、300万ドルでエリツィンに資金提供し大統領の選挙運動戦略を直接に担当するテレビと主導的な新聞の報道を保証するロシアの主導的な金融業者やメディア王（新興財閥全員）6人のチームを勧誘した。メディアはエリツィンと「全体主義への回帰」の間でロシアにとって致命的な選択の写真を掲載した。新興財閥は共産主義者が大統領に選出された際の内戦の脅威を誇張さえした。
国内の辺鄙な地域では、エリツィンの選挙運動は、ほとんどは大統領に任命された地方の知事の従属関係のある後援者である他の連合体との連携に頼った。
ジュガーノフの選挙運動には強い草の根組織があったが、エリツィンの選挙運動が集められる支援に対する資金源などに明らかに敵わなかった。
自分の死に対する憂慮を払い高いメディアイメージを維持する地位の優位全てを利用しながらエリツィンは精力的に選挙運動を行った。投票者の不満をなだめるために一部の不人気の経済価格を禁止し福祉への支出を増やしチェチェン共和国での戦争を終わらせ賃金や年金の未払い分を支払い徴兵制を廃止すると主張した（チェチェン戦争の終結を除いて3年間停止した選挙後に約束に応えなかった）。エリツィンの選挙運動も、国際通貨基金からのロシア政府への100兆ドルのローンの発表から応援を得た。
グリゴリー・ヤブリンスキーはエリツィンやジュガーノフに対するリベラル派であった。エリツィンを無能なアルコール中毒者と、ジュガーノフをソ連時代の復古主義者と見る高い教育を受けた中流階級に訴えかけた。ヤブリンスキーを脅威と見て、エリツィンを支援する側近グループは、政治に関する論説を二分するために活動し、従って中道勢力を除外してエリツィンだけが共産主義の「脅威」を打ち負かせると有権者に納得させようと努めた。選挙は二者の争いとなり、エリツィンの人材と金融支援に負けるジュガーノフは、自身の当初の強力なリードがなくなっているとして不運に感じた。

#### 選挙
6月16日の第1回投票における投票率は、69.8％であった。6月17日に発表された開票結果によると、エリツィンは35％を獲得し、ジュガーノフは32％を獲得し、大衆主義の元将官アレクサンドル・レベジは驚異的な高さの14.5％であり、リベラル派の候補グリゴリー・ヤブリンスキーは、7.4％で、極右の民族主義者ウラジーミル・ジリノフスキーは、5.8％で、元ソ連大統領ミハイル・ゴルバチョフは0.5％であった。絶対多数を確保する候補者はなくエリツィンとジュガーノフが第2回の投票に進んだ。そうしているうちにエリツィンはレベジを国家安全保障補佐官と安全保障理事会担当大臣に任命することで大部分の選挙民を取り込んだ。
結局エリツィンの選挙戦略は、うまくいった。7月3日の決選投票で68.9％の投票率でエリツィンは53.8％を獲得し、ジュガーノフは40.3％で、残り（5.9％）は「全員に反対」と投票した。モスクワとサンクトペテルブルク（旧レニングラート）は共に現職の大統領の支持の半数を超える票を獲得したが、ウラル地方や北部や東北部の大都市でも良い結果を収めた。エリツィンはロシヤ南部の工業中心地帯でジュガーノフに敗れた。南部はソ連の崩壊以後選挙で共産党の回復力を強調する「赤い地帯」として知られるようになった。
エリツィンは選挙から1か月以内に不人気な新自由主義的な緊縮財政政策を放棄し資本主義改革の痛みによる苦痛を助ける公共支出を増やすと約束したが、エリツィンはこの約束のほとんど全てを取り消す布告を発布した。
選挙のすぐ後にエリツィンの健康状態と精神状態は、益々不安定になった。従って行政機能の多くは、補佐官に委ねられた（そのほとんどは新興財閥と密接な関係があった）。

### 金融崩壊
1998年の世界的な景気後退は、1997年7月のアジア通貨危機と共に始まり、ロシアの継続的な経済危機を悪化させた。世界の商品価格の下落を受けて、原油のような原材料の輸出に大きく依存する国は、最もこの深刻な打撃を被った国である。国際価格に左右される脆い国を除いて原油や天然ガス、金属、材木は、ロシアの輸出の80％以上を計上している。原油はロシアの財政状態や外貨交換店、究極的にはルーブルの価値にとって重大なマイナスの影響を齎した税収の主要な財源でもある。
経済の弱さに悪影響を与えるルーブルに対する圧力は、通貨価値における悲惨な下落を引き起こした。大規模な脱税が続き、金融の不安定な状態と行政能力の減少を加速した。このことは更に歳入を減少させ、間もなく中央政府は積み重ねた大規模な債務の利息を払うことができず、最終的には公務員に対して給料を支払うことができなくなった。政府は賃金や年金、貸主への負債の時機に適った支払いを停止し、労働者が支払いを受ける場合は現金よりも現物支給の場合が珍しくなかった。炭鉱労働者は特に打撃を受け、夏の数週間デモにより事実上国土を二つに分けるシベリア鉄道の保線区を封鎖した。時間が経つと、賃金に関する要求に加えてエリツィンの退陣という要求を加えた。
政治的危機はエリツィンが突然3月23日に首相のヴィクトル・チェルノムイルジンと閣僚全員を解任した3月に最高潮に達した。エリツィンは事実上無名の元科学者の政治家でエネルギー相セルゲイ・キリエンコ（35歳）を首相代行に任じた。ロシアの評論家は、キリエンコの若さと経験のなさに疑問を呈し、ドゥーマは2度指名を拒否した。1か月間行き詰まった末にエリツィンが議会を解散すると脅すと、ドゥーマは4月24日に3度目の投票でキリエンコを承認した。
キリエンコはロシアの通貨価値の下落を止めるのに強力に関わることのできる新内閣を任命した。新興財閥は交換レートを維持するキリエンコの努力を強力に支援した。高い交換レートは、輸入品特に贅沢品を買うのにほとんどルーブルを必要としないことを意味していた。
通貨を支え資本流出を止める奮闘の過程でキリエンコは国債の購入者を引き寄せるために金利を150％に引き上げた。しかしアジアの通貨危機や世界の原油の価格の急落に関する憂慮は、既に投資家にロシアから引き上げるよう駆り立てていた。1998年半ばまでにロシアが交換レートを維持するのにIMFの助けが必要になることが明らかになった。
ロシアの危機は西側の不安の原因になった。ロシア経済に更に資金をつぎ込むことは長期的には解決には繋がらなかったが、特にアメリカ合衆国はエリツィン政権がIMFの支援がないことで緊迫した金融危機を乗り越えられないことを恐れた。ビル・クリントン大統領の財務相ロバート・ルービンも、ロシアの崩壊が国際金融市場で恐慌を引き起こしかねないことを恐れた（実際にアメリカ合衆国の主要なヘッジファンドロングターム・キャピタル・マネジメントを倒産させる契機となった）。IMFは7月13日に226億ドルの緊急支援のローンを承認した。
債務棚上げにもかかわらずロシアの毎月の金利支払いは、依然として月々の税収をかなり上回った。この状況が非常時であることを理解し投資家はIMFの債務棚上げにもかかわらずロシアから逃げ続けた。何週間か経ち金融危機は再開しルーブルの価値は再び下落を始め、政府は永続可能な罠に陥った。ローンの金利を支払うために外国からの借り入れを通じた現金が依然として更に必要となった。指導者は益々政府が債務に関して遂行できないことが確実になったために罠を深くする過去最高の金利を要求した。結局バブルははじけた。
8月17日、キリエンコ政権と中央銀行は、ロシアの対外債務の90日間支払い延長と国家の全債務の移転、ルーブルの切り下げを余儀なくされた。ロシアが必死にドルを買うよう要請したためルーブルは急落に陥った。西側の債権者は大いに損失を被り、多くの銀行には実際にドルを借りている人がいたために未熟な銀行部門の多くが崩壊した。外国の投資は激しく流出し、金融危機はロシアからの前代未聞の資本流出を引き起こした。

#### 政治的余波
国内の支援が消滅するとともにエリツィンが議会の大胆な野党に取り組まなければならなかったために金融崩壊は政治的な危機をもたらした。1週間後の8月23日、エリツィンはキリエンコを解任し、国内が経済的不安を深化させたのでチェルノムイルジンを呼び戻す意思を表明した。失敗する主な憂慮の原因となるかも知れない改革の別の段階を恐れながら、強力な市場は、共産党がやったようにキリエンコの失脚を歓迎した。
エリツィンは健康状態が悪化したために影響力を失い、チェルノムイルジンの復帰を欲したが、議会は賛同することを拒否した。ドゥーマが二度チェルノムイルジンの立候補を拒否した後で権力が明らかに衰退し始めていたエリツィンは撤回した。代わりに9月11日にドゥーマから圧倒的支持を得たエフゲニー・プリマコフ外務大臣を指名した。
プリマコフがロシアの論争の多い関係団体間の対立を鎮められる妥協の候補と見られていたためにその任命は政治的安定を取り戻した。同様にプリマコフに対する大衆の人気があった。プリマコフは政権の最初の優先事項として遅れている賃金や年金の支払いを行うことを約束し、内閣に主な議会の党派の議員を迎え入れた。
共産党と労働組合は、10月7日に全国的なストを行い、エリツィン大統領の辞任を求めた。10月9日、ロシアは凶作でも苦しみ、食糧などの国際的な人道援助を求めた。

#### 経済復興
ロシアは驚くべき速度で1998年8月の金融危機から復活した。復活した理由の多くは、世界の油の価格が急激に1999年から2000年にかけて上昇した点で（まさしく国際市場における下落したエネルギー価格がロシアの金融問題を深化させたように）、そのためにロシアは1999年と2000年に大幅な貿易黒字になった。もう一つの理由は、食糧供給のような国内産業が輸入品価格の急激な上昇による平価切下げから利益を得ていることである。またロシアの経済がバーター取引などの金銭を伴わない交換手段で大幅に扱っていることから金融崩壊は銀行制度により異なる経済よりも多くの製造業にとって影響ははるかに少なかった。結局経済は現金の導入により救われ、企業は遅れた賃金や税金を支払うことができたので、更に消費者が商品やロシアの産業によるサービスに対する要求を増加させることができた。初めて企業が労働者を増やしたので2000年の失業者は減少した。
それにもかかわらず政治的均衡や社会的均衡は依然として今日に至るまで希薄で、権力は依然として非常に私物化されている。例えば世界の油の価格が急激に下落すれば経済は依然として悪化する脆さがある。

### 連続する危機
エフゲニー・プリマコフは永くその地位に留まらなかった。エリツィンはプリマコフが強さと人気を得ることを怪しみ僅か8か月後の1999年5月に解任した。エリツィンはその際代わりに嘗てロシア連邦保安庁（ソ連国家保安委員会の後身）の長官で後に内務大臣になるセルゲイ・ステパーシンを任命した。ドゥーマは大差で最初の投票で任命を承認した。
ステパーシンの在職期間は、プリマコフの任期より短かった。1999年8月、エリツィンは再び急に政権を解任し新政権の長にウラジーミル・プーチンを候補として指名した。ステパーシンのようにプーチンには外国の情報機関に勤め後にFSBの長官を務めた経験のある秘密警察に背景があった。エリツィンはプーチンを後継者と見ていることを表明するまでになった。ドゥーマは僅差でプーチンを承認した。
任命当時プーチンは相対的に無名の政治家であったが、主として第二次チェチェン紛争で信任された政権の代表として急速に世論とエリツィンの尊敬の両方を作り上げた。エリツィンがプーチンを首相候補として任命して間もなくチェチェン軍はチェチェン共和国近くのロシアの自治共和国ダゲスタン共和国でロシア軍を引き付けた。翌月数百人がロシア当局がチェチェン反乱軍の仕業と考える爆破事件モスクワなどの都市のロシア高層アパート連続爆破事件で死んだ。対してロシア軍は第二次チェチェン紛争を開始しながら1999年9月後半にチェチェン共和国に侵入した。テロリストの爆破事件に怒る当時のロシアの世論は、大いに戦争を支持した。この支持はチェチェン共和国で決定的な行動をとったプーチンに対する増大する人気に置き換わった。
12月の1999年ロシア下院選挙でプーチンに近い政治勢力の成功後、エリツィンは明らかに任期満了の6か月前の12月31日に大統領職を辞任できるとプーチンに十分な確証を得た。このことはプーチンを大統領代行にし、2000年3月26日に行われたロシア大統領選挙の最有力候補と自身を位置付ける十分な機会をプーチンに与えた。チェチェン紛争は選挙戦に顕著に影響した。2000年2月、ロシア軍はチェチェン共和国の首都グロズヌイに侵攻し、投票日の1週間前に勝利を主張しながらプーチンは戦闘機でチェチェンに飛んだ。

## ウラジーミル・プーチン

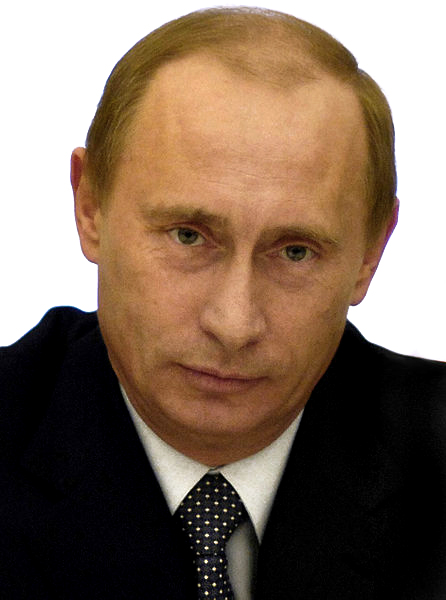
ウラジーミル・プーチン

2000年8月、クルスクが潜水艦がバレンツ海の浅瀬で沈没する原因となる爆発事故を起こした。ロシアは乗務員を救出するための断固としたものの混乱した試みを組織化し終始一貫した空しい取り組みが不可解な秘密に囲まれていた。事故特に乗務員を救出するための外国の援助の要請に対する当初の遅い対応同様にこのことは政府や個人的にはプーチン大統領に対する多くの批判を齎した。
2002年10月23日、チェチェン分離主義者がモスクワの劇場を占拠した。内部の700名を超える人がモスクワ劇場占拠事件と呼ばれる事件で人質になった。分離主義者はチェチェン共和国からのロシア軍の即時撤退を要求し、当局が突入を図るなら建物を爆破すると脅迫した。3日後人事不省の武装兵士を射殺し救出過程で催涙ガスで100名を超える人質を殺害しながら人質が催涙ガスで制圧されるとロシアの特殊部隊は建物になだれ込んだ。劇場事件の余波としてプーチンはチェチェンの反乱を抹殺する新たな努力を開始した（プーチンの下でのチェチェン共和国の戦争に関する追加の詳細については第二次チェチェン紛争を参照されたい）。兵士でチェチェンの難民キャンプを取り囲み分離主義者の陣地に対する攻撃の頻度を増やしながら政府は予定していた撤退を取り消した。
ゲリラ活動と連邦軍ヘリへのロケット攻撃を激化させながら、チェチェン反乱軍は同様に反応した。脚光を浴びる攻撃が数回行われた。2004年5月、チェチェン分離主義者は8か月前にロシア当局により行われた選挙後にチェチェン共和国大統領になった親ロシア派の指導者アフマド・カディロフを暗殺した。2004年8月24日、ロシアの飛行機2機が爆破された。この事件にチェチェン分離主義者が1300人の人質をとったベスラン学校占拠事件が続いた。当初高かった戦争に対する支持は、衰えた。
プーチンは民営化の過程で伝えられるところでは違法な陰謀を通じて国有資産に大いに関与した非常に影響力のある新興財閥数人（特にウラジーミル・グシンスキーやボリス・ベレゾフスキー、ミハイル・ホドルコフスキー）と対決した。グシンスキーとベレゾフスキーは、ロシアを出国し資産の一部を放棄せざるを得なくなり、ホドルコフスキーはロシアで収監され嘗てロシア最大の油の製造業者であったユコスを失った。ホドルコフスキーの収監がもう一つのレヴァダセンターの調査によると主に政府当局者による奪取の一環と見られているが新興財閥に対するプーチンの立場は一般にロシア人民に人気がある。
この対決は新興財閥が嘗て所有していたロシアの放送局に対する管理を確立するプーチンにもつながっている。2001年と2002年、（嘗てグシンスキーが所有していた）NTVやTV-6、（嘗てベレゾフスキーが所有していた）TVSは全てプーチンに忠誠を誓うメディアグループに変わった。同様の奪取は、新聞でも起きている。
プーチンの人気は、強い指導者としての評判に由来し、前任者の不人気とは際立った相違を示しているが、経済復興の存続次第である。プーチンは国内商品の需要を押し上げた1998年のルーブリの平価切下げ後のことで世界の油の価格が上昇していた理想的な時期に就任した。確かに大統領職にあった7年間に実質GDPは年平均6.7％に上昇し、平均収入は実際の期間で年11％上昇し、連邦予算の同時期のプラスの収支は、政府にとって対外負債の70％を削減できた（複合戦略研究所による）。従って多くの人が復興により信頼しているが、突然の経済下降を持ちこたえる能力は、立証されていない。プーチンは重要な競争相手もなく2004年ロシア大統領選挙に勝った。
一部の研究者は、ほとんどのロシア人が今日1991年のソビエト連邦崩壊を遺憾に思うようになっていると断言している。繰り返される事件により、ボリス・エリツィンの後継者として抜擢されたウラジーミル・プーチンでさえソビエト支配の崩壊がほとんどのロシア市民にとってほとんど得ることがなく多くの問題を引き起こしたと述べた。例えば、2004年2月の選挙演説で、プーチンはソビエト連邦解体を「各共和国のエリートと民族主義者が被る巨大な国民的な悲劇」と呼んだ。「旧ソビエト連邦とソ連崩壊後の庶民はここから何も得ていないと思う。逆に人々は数多くの問題に直面している。」と加えた。
プーチンの国際的な名声は、論争の的となった2004年ウクライナ大統領選挙で西側で大きな一撃を受けた。プーチンは西側寄りのリベラルな経済学者の野党指導者ヴィクトル・ユシチェンコに対抗する親ロシア派のヴィクトル・ヤヌコーヴィチを支援しに選挙前にウクライナを二度訪れた。ベラルーシのアレクサンドル・ルカシェンコ大統領によりすぐ後に支援されて選挙結果が公式に発表される前にヤヌコーヴィチの勝利を祝い、大規模な不正行為があったという主張のある中でヤヌコーヴィチが勝った論争のある二回目の投票の再試行に反対する声明を行った。二回目の投票は、結局行われ、ヤヌコーヴィチが勝ち、最終的に2005年1月10日に勝利を宣言した。西側ではウクライナの選挙のロシアの扱いや恐らく選挙における妨害への反応は、冷戦の残影を呼び起こしたが、アメリカ合衆国との関係に変化はなかった。
2005年、ロシア政府は社会的弱者のための公共サービスを広範なソ連時代の現物支給（無料切符や暖房用の助成など）の代わりに現金支給で行う改革を行った。現金化として知られるこの改革は、広く知られておらず、自身の利益を失うことに抵抗する数多の退職者が参加する様々なロシアの都市でデモの原因となった。このことはプーチン政権下でこのようなデモに参加する初めてのことであった。この改革はロシア政府の人気に打撃を与えているが、プーチン個人は依然支持率77％で人気があった。

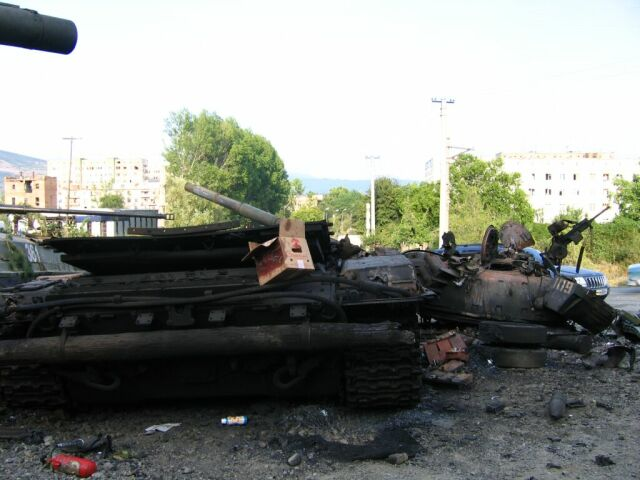
ツヒンヴァリの破壊されたジョージアの戦車

2008年、コソボの独立宣言はロシアの西側との関係に於いて悪化を示した。独立した南オセチア地区をジョージアが継承しようとしたことに続いてジョージアに対する南オセチア紛争としても現れた。南オセチアにロシアの支配を始めながらロシア軍は南オセチアに侵攻しジョージア軍を敗退させた。2008年の秋に、ロシアは一方的に南オセチアとアブハジアの独立を承認した。

### 2014年のクリミア併合

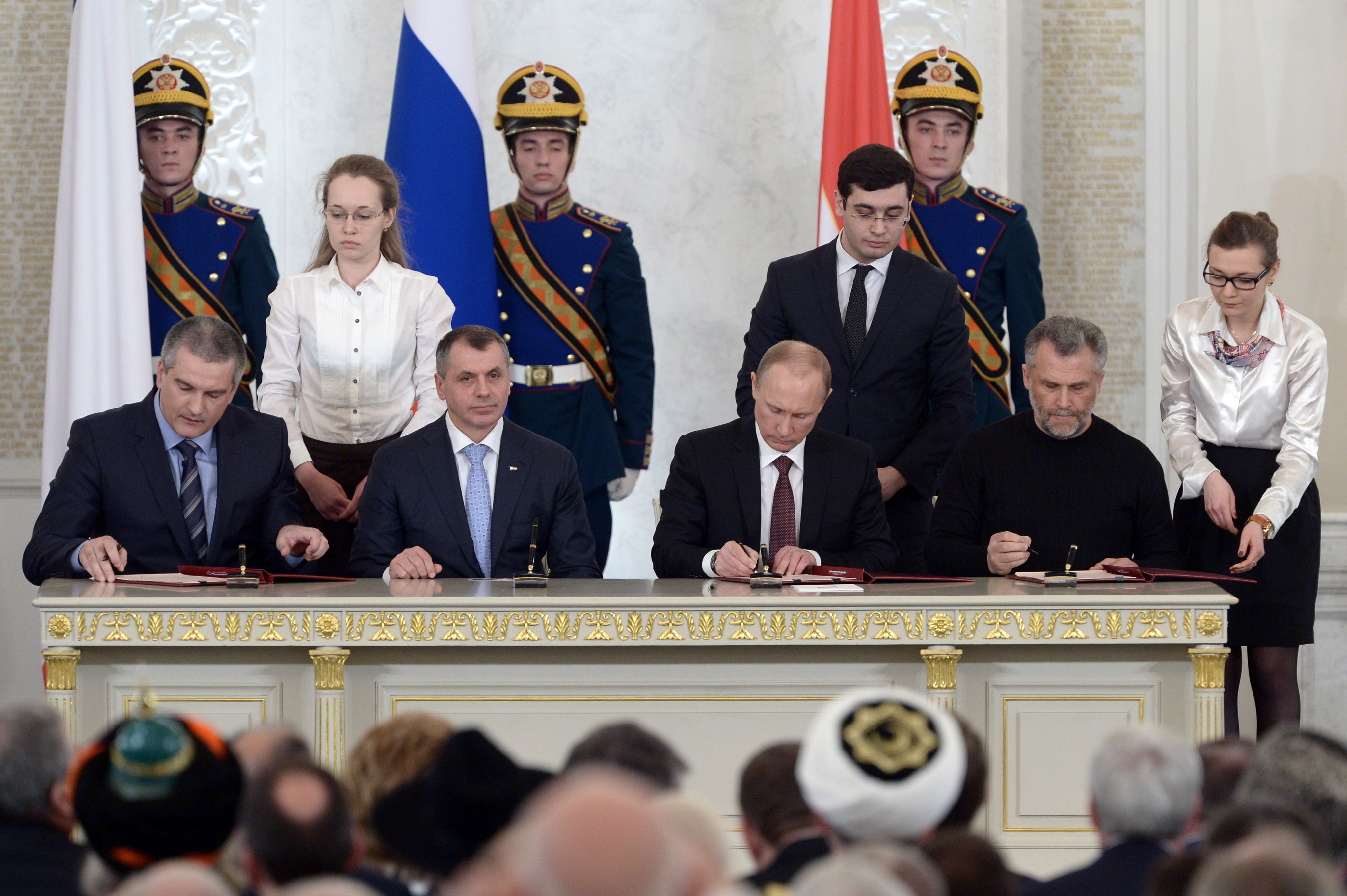
左から右にロシアへのクリミア共和国の編入に関する条約に署名するセルゲイ・アショノフ、ウラジーミル・コンスタンティノフ、ウラジーミル・プーチン、アレクセイ・チャリー

2014年2月22日、2014年ウクライナ騒乱の結果としてウクライナのヤヌコビッチ政権が崩壊した。同日ロシアのウラジーミル・プーチンによると「クリミアをロシアに取り戻す作業を開始するよう」指示した最後に軍の指導者の徹夜の会議を呼び掛けた。2月27日までにウクライナの正体不明の部隊が国境とクリミア自治共和国のウクライナ軍基地の障害物を構築していて、この地区の議会の軍事支配を行った。
新しいウクライナ政府が構成され2014年5月に新たな選挙を行うことが予定された。3月1日、亡命先からヴィクトル・ヤヌコーヴィチはロシアが「正当性や平和、法と秩序、安定、ウクライナ人民の防衛を開始するために」軍事力を行使するよう要請した。同日、ウラジーミル・プーチンは危機に対応するためにウクライナにロシア軍を展開する権限を要請し議会から受け取り、その日のうちにクリミア半島を完全な支配下に置いた。
2014年3月6日、クリミア議会は「ロシア連邦の国民の権利と共にロシア連邦に加入するために」投票を行い、後に国民としてロシアに加入したいか、ウクライナの一部として1992年のクリミア憲法とクリミアの地位を取り戻したいかをこの地域の人民に問う住民投票を行った。圧倒的多数で可決したが、結果は論争の的となり、他方で承認された。クリミアとセヴァストポリは、正式にクリミア共和国として独立を宣言し、ロシア連邦の有権者として認められるよう要請した。国際連合総会が半島のロシア併合に反対する拘束力のない声明に賛成する投票を行ったが、2014年3月18日、ロシアとクリミアは、クリミア共和国とセヴァストポリをロシア連邦に編入する条約に署名した。

### ウクライナ侵略
2022年2月24日、ロシアはウクライナを侵略した。

## 西側との関係
ロシアが独立した初期の頃は、地域問題や地球規模の問題を解決するにあたり西側との協調を強調し国内の経済改革の支援に対する経済援助や人道援助を要請しながら、ロシアの外交政策は、活動に対する想定上の指針としてマルクス・レーニン主義を否定した。
しかしロシア指導部は現在西側を自然な連合国と表明しているが、東欧諸国やユーゴスラビア崩壊で建国した新たな国、東欧との新たな関係を定義づけることで取り組んだ。ロシアは1997年にチェコ共和国やポーランド、ハンガリーといった旧ソ連圏の国へのNATOの拡大に反対し、特に2004年にバルト三国への第二次NATO拡大に反対した。1999年、ロシアは2か月以上アライド・フォース作戦に反対したが（コソボ紛争参照）、後に1999年6月にバルカン諸国のNATOの平和維持活動に加わった。
西側との関係も、ロシアのベラルーシとの関係が汚点になっている。ベラルーシの権威主義的指導者アレクサンドル・ルカシェンコ大統領は、ロシアと連携することに大いに関心を示し、拡大してきたNATOとの連携を深めることや西側が背景にある新自由主義的経済改革を行うことに関心を示していない。ロシアとベラルーシの連合に関する合意は、1996年4月2日に行われた。1997年4月3日のベラルーシ・ロシア連盟となって合意は強化された。更なる連合の強化が1998年12月25日と1999年に行われた。

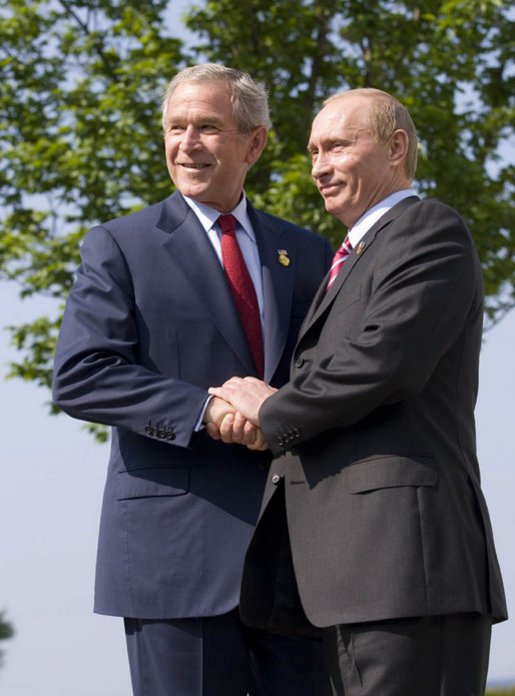
2007年6月の第33回主要国首脳会議におけるアメリカ合衆国ジョージ・W・ブッシュ大統領とプーチン

プーチンの下でロシアは増える中国のエネルギー需要に対して適合する東シベリア・太平洋石油パイプライン建設同様に中露善隣友好協力条約に署名することで中華人民共和国との連携を強化することを求めてきた。プーチンも二人が互いに「友」と表現するジョージ・W・ブッシュアメリカ合衆国大統領と共にメディアに数多く登場した。オバマはプーチンの扱い方が弱いと自身の党の党員の一部を含めて多くの分析者から見られた。

## 参照
1. ↑  Kucera, Joshua (2013年5月15日). “Why Did Kazakhstan Give Up Its Nukes?”. EurasiaNet 2016年6月23日閲覧。
2. ↑  Sachs, Jeffrey (1986-11-01). The Bolivian Hyperinflation and Stabilization. National Bureau of Economic Research.
3. ↑  Anders Åslund, "How small is the Soviet National Income?" in Henry S. Rowen and Charles Wolf, Jr., eds., The Impoverished Superpower: Perestroika and the Soviet Military Burden (San Francisco: Institute for Contemporary Studies, 1990), p. 49.
4. ↑  For example, see the discussion of this point in Anders Åslund, How Russia Became a Market Economy (Washington D.C.: Blockings Institution, 1995), p. 154
5. ↑  See, e.g., "State Department Background Notes on Russia in 1991-1995" excerpted from The Soviet Union-- A Country Study, Raymond E. Zickel, ed. (Washington, D. C.: Federal Research Division of the Library of Congress, 1989)
6. ↑  “Reform in Russia: Credential Recognition and University Renewal”. www.conferenceboard.ca. 2016年6月27日閲覧。
7. ↑  For example, see Sheila M. Puffer, ed., The Russian Management Revolution: Preparing Managers for the Market Economy (Armonk, NY: M.E. Sharpe, 1992).
8. ↑  “Russia”.   Lcweb2.loc.gov. 2008年11月26日閲覧。
9. ↑  1993年の貧困線は、月25ドル相当の状態になっていた。推定で違いがあるのは、方法論の違いによるものである。高く見積もる貧困率は、世帯収入の算定に基礎を置いている。低く見積もる貧困率は、世帯が毎月の収入に関する一部を報告しない傾向があるために世帯消費に基礎を置いている
10. ↑  Branko Milanovic, Income, Inequality, and Poverty During the Transformation from Planned to Market Economy (Washington DC: The World Bank, 1998), pp.186–90.
11. ↑  Kohler, Hans-Peter; Kohler, Iliana (2002). “Fertility Decline in Russia in the Early and Mid 1990s: The Role of Economic Uncertainty and Labour Market Crises”. European Journal of Population 18:  233–262.
12. ↑  Harding, Luke (2008年2月11日). “Luke Hardig reports on Russia's male life expectancy crisis”. The Guardian (London)
13. ↑  “TASS Russia News Agency”. TASS. 2015年6月27日閲覧。
14. ↑  “The World Factbook”. 2015年6月27日閲覧。
15. ↑  Yergin, Daniel; Stanislaw, Joseph (1998). The Commanding Heights: The Battle for the World Econom. New York: Free Press
16. ↑  1991年8月の政変未遂の失敗後の共産党の金融を管理していたニコライ・クルチナ（英語版）の自殺とされる事件は、党の資産の多くがどこに失われたか発見する将来の発見の機会を奪った。
17. ↑  CNN, Russian presidential candidate profiles, 1906. http://edition.cnn.com/WORLD/pivotal.elections/1996/russia/candidate.html
18. ↑  CNN, Gennady Zyuganov candidate profile, 1996. http://edition.cnn.com/WORLD/9602/russia_zyuganov
19. ↑  http://vms.cc.wmich.edu/~97levintova/Ny.html%5B%5D
20. ↑  See, e.g., Pekka Sutela, "Insider Privatization in Russia: Speculations on Systemic Changes," Europe-Asia Studies 46:3 (1994), p. 420-21.
21. ↑  Daniel Treisman, "Blaming Russia First," Foreign Affairs, November/December 2000.  “Archived copy”. 2004年8月3日時点のオリジナルよりアーカイブ。2004年7月8日閲覧。
22. ↑  “CNN — Pivotal Elections: Russia”. Edition.cnn.com.  オリジナルの2008年5月8日時点におけるアーカイブ。 2008年11月26日閲覧。
23. ↑  “Russia Special Report”. The Washington Post. (1998年3月23日) 2008年11月26日閲覧。
24. ↑  “Online NewsHour: Boris Yeltsin Wins Presidential Elections — July 4, 1996”.   Pbs.org. 2008年11月26日閲覧。
25. 1 2  “CIA Site Redirect — Central Intelligence Agency”.   Cia.gov. 2008年11月26日閲覧。
26. ↑  “Online NewsHour: Russia's Economy — October 27, 1998”.   Pbs.org. 2008年11月26日閲覧。
27. ↑  “Online NewsHour: Russia Shake Up- March 23, 1998”.   Pbs.org. 2008年11月26日閲覧。
28. ↑  “CNN - Russian Duma holds secret ballot in vote on premier - April 24, 1998”. Cnn.com 2008年11月26日閲覧。
29. ↑  “CNN - Yeltsin nominee confirmed as prime minister - April 24, 1998”. Cnn.com.  オリジナルの2008年3月9日時点におけるアーカイブ。 2008年11月26日閲覧。
30. ↑  http://www.worldbank.org/html/prddr/trans/mayjune2002/pgs14-17.htm Excerpts from Globalization and Its Discontents].  By Joseph Stiglitz.  Beyond Transition.  The newsletter about reforming economies.  The World Bank Group.  Volume 13, Number 3, May–June 2002.
31. ↑  “Commanding Heights : Robert Rubin | on PBS”.   Pbs.org. 2008年11月26日閲覧。
32. ↑  “Online NewsHour: Russia — July 13, 1998”.   Pbs.org. 2008年11月26日閲覧。
33. ↑  “The Jamestown Foundation”.   Jamestown.org. 2007年11月1日時点のオリジナルよりアーカイブ。2008年11月26日閲覧。
34. ↑  “CDI Russia Weekly 16 October 1998”.   Cdi.org. 2008年11月13日時点のオリジナルよりアーカイブ。2008年11月26日閲覧。
35. ↑  “Online NewsHour: Russia's Crisis — September 17, 1998”.   Pbs.org. 2008年11月26日閲覧。
36. ↑  Stiglitz, Joseph (2003年4月9日). “The ruin of Russia”. The Guardian (London) 2008年11月26日閲覧。
37. ↑  “The Jamestown Foundation”.   Jamestown.org. 2007年11月1日時点のオリジナルよりアーカイブ。2008年11月26日閲覧。
38. ↑  Andrew, By (2007年4月22日). “50% Good News Is the Bad News in Russian Radio — New York Times”. Nytimes.com 2008年11月26日閲覧。
39. ↑  “The Jamestown Foundation”.   Jamestown.org. 2007年11月1日時点のオリジナルよりアーカイブ。2008年11月26日閲覧。
40. ↑  “globeandmail.com: Front”. Toronto: Theglobeandmail.com.  オリジナルの2009年1月30日時点におけるアーカイブ。 2008年11月26日閲覧。
41. ↑  “Kvali Online Magazine”.   Kvali.com. 2007年11月1日時点のオリジナルよりアーカイブ。2008年11月26日閲覧。
42. ↑  Levada Center poll of Sept. 2006
43. ↑  “Putin reveals secrets of Russia's Crimea takeover plot” (英語). BBC News. (2015年3月9日) 2016年11月2日閲覧。
44. ↑  Higgins, Andrew; Erlanger, Steven (2014年2月27日). “Gunmen Seize Government Buildings in Crimea”. The New York Times. ISSN 0362-4331 2016年11月2日閲覧。
45. ↑  “Ukraine sets date for presidential election”. POLITICO. 2015年6月27日閲覧。
46. ↑  “The new prime minister is the leader of Russian Unity”. Ukrayinska Pravda. (2014年2月27日)
47. ↑  Reuters (2014年3月3日). “Ousted Ukrainian President Asked For Russian Troops, Envoy Says”. NBC News 2014年3月21日閲覧。
48. ↑  “Putin to deploy Russian troops in Ukraine”.   BBC News (2014年3月1日). 2014年3月1日閲覧。
49. ↑  Radyuhin, Vladimir (2014年3月1日). “Russian Parliament approves use of army in Ukraine”. The Hindu (Chennai, India)
50. ↑  Walker, Shaun (2014年3月4日). “Russian takeover of Crimea will not descend into war, says Vladimir Putin”. The Guardian 2014年3月4日閲覧。
51. ↑  Yoon, Sangwon; Krasnolutska, Daryna; Choursina, Kateryna (2014年3月4日). “Russia Stays in Ukraine as Putin Channels Yanukovych Request”. Bloomberg News 2014年3月5日閲覧。
52. ↑  “Ukraine crisis: Crimea parliament asks to join Russia”. BBC News. 2015年6月27日閲覧。
53. ↑  “OSCE”. 2015年6月27日閲覧。
54. ↑  “Report on the human rights situation in Ukraine”.  Office of the United Nations High Commissioner for Human Rights (2014年4月15日). 2014年5月19日閲覧。
55. ↑  Jacobs, Harrison (2014年4月11日). “The UN’s Scathing Crimea Report Suggests Russia May Have Rigged Secession Vote”. Business Insider. 2014年5月2日時点のオリジナルよりアーカイブ。2017年11月4日閲覧。
56. ↑  “Hungarian Ambiance: Jobbik MEP Béla Kovács: The Crimean referendum is perfectly legitimate”. 2015年6月27日閲覧。
57. ↑  16 March 2014, David Herszenhornmarch, The New York Times, "Crimea Votes to Secede From Ukraine as Russian Troops Keep Watch."
58. ↑  "Backing Ukraine’s territorial integrity, UN Assembly declares Crimea referendum invalid". UN News Centre. 27 March 2014. Retrieved 28 March 2014.
59. ↑  “プーチン大統領 軍事作戦実施表明 “ウクライナ東部住民保護””. NHKニュース. 2023年11月22日閲覧。